# Апостол Павел (корабль)
«Апостол Павел» — 36-пушечный парусный корабль 5 ранга Азовского флота России. 

## Описание корабля
Один из двух плоскодонных кораблей-галеасов с прямым парусным вооружением, построенных в Воронеже. При строительстве оба корабля иностранными мастерами были причислены к галеасами, фактически же согласно европейской классификации конца XVII века они относились к кораблям 5 ранга по классификации, более того, спустя три года после постройки во всех документах они числились кораблями. Длина судна составляла 27,7 метра, ширина — 8,5 метра, помимо парусного вооружения корабль был оборудован 15-ю парами вёсел. Артиллерийское вооружение состояло из 36-и орудий.

## История службы
Корабль «Апостол Павел» был заложен в Воронеже в марте 1696 года и после спуска на воду 28 апреля (8 мая) 1696 года вошёл в состав Азовского флота. Строительство вёл кораблестроитель А. Мейер. К началу похода на Азов 1696 года судно достроено не было и в походе участия не принимало.
В 1698 году был переведён из Воронежа в Азов. В мае следующего 1699 года совершал плавания в Азовском море. В 1710 году стоял в Азове, при осмотре в том же году оказался «гнил и в починку не годен». После передачи в соответствии с условиями Прутского мирного договора Азова Турции в 1711 году был оставлен в городе.

## Командиры корабля
Командиром корабля «Апостол Павел» в 1699 году служил В. Янг.

### Комментарии
1. ↑  Второй «Апостол Пётр»[1].
2. ↑  88 футов[2].
3. ↑  30 футов[2].